# Pont-d’Ain
Pont-d’Ain település Franciaországban, Ain megyében. Lakosainak száma 2862 fő (2022. január 1.). Pont-d’Ain Ambronay, Druillat, Jujurieux, Neuville-sur-Ain, Saint-Jean-le-Vieux és Varambon községekkel határos.

## Népesség
A település népességének változása:
| Lakosok száma | 1972 | 2224 | 2258 | 2442 | 2734 | 2867 | 2964 | 2924 | 2904 | 2862 |
|               | 1968 | 1982 | 1990 | 2006 | 2013 | 2015 | 2017 | 2019 | 2020 | 2022 |